# Aristides Gomes
Aristides Gomes (Canchungo, 8 de novembro de 1954) é um político da Guiné-Bissau, que ocupou os cargos de  primeiro-ministro  da Guiné-Bissau, de 2005 a 2007, de 2018 a 2019 e de 2019 a 2020.
Gomes é licenciado em Sociologia na Universidade de Paris VIII. Foi director-geral da Televisão Experimental da Guiné-Bissau (1990-1992) e ministro do Planeamento e Cooperação Internacional durante o governo de João Bernardo Vieira.